# Petroșani (Constanța)
Petroșani (antiguamente Chioseler) es una localidad rumana de la comuna de Deleni, en el condado de Constanța.

## Toponimia
El antiguo nombre del lugar puede encontrarse escrito con grafías como Chioseler y Kioseler. Pasó a llamarse Petroșani.

## Historia
Hacia comienzos del siglo XX, la localidad, que ya por entonces pertenecía al condado de Constanța, formaba parte de la antigua comuna homónima de Chioseler y tenía contabilizada una población de 635 habitantes, en su mayoría búlgaros.
En la segunda mitad del siglo XX la localidad había pasado a formar parte de la comuna de Deleni. En el censo de 2021 la localidad tenía una población de 546 habitantes.